# Chiesa dei Santi Filippo e Giacomo (San Giovanni Bianco)
La chiesa dei Santi Filippo e Giacomo è il principale luogo di culto cattolico della località di Fuipiano al Brembo frazione di San Giovanni Bianco in provincia e diocesi di Bergamo; fa parte del vicariato di San Giovanni Bianco-Sottochiesa.

## Storia
La costruzione della prima chiesa è documentata dal 1446 diventando canonicamente parrocchiale dismembrandosi da quella di San Pellegrino con decreto del 1464 dal vescovo di Bergamo Giovanni Barozzi. Nel 1508 la famiglia di San Giovanni Bianco che si trovava per lavoro a Venezia arricchì la chiesa di opere d'arte acquistate sul territorio veneziano. 
Nell'autunno del 1575 la chiesa fu visitata da san Carlo Borromeo arcivescovo di Milano. La relazione della visita denunciò che la chiesa si trovava in stato di grave abbandono, non venivano somministrati i sacramenti e necessitava di urgenti lavori di ripristino, la sagrestia era a rischio crollo. Ma la costruzione del nuovo edificio fu decisa solo nel 1732. Nel 1738 la chiesa fu visitata dal vescovo Giovanni Paolo Dolfin e alla relazione fu inserita anche un documento redatto dall'allora parroco che descrive la chiesa con quattro altari e con le scuole della Madonna del Rosario a reggere l'altare omonimo, e del Santissimo Sacramento presso l'altare maggiore. Nel 1921 il vescovo di Bergamo Luigi Maria Marelli consacrò la chiesa mantenendone l'intitolazione. Ne 1931 l'abside fu decorata con il coro e realizzati i nuovi stalli lignei. Durante la seconda metà del Novecento furono eseguiti lavori di adeguamento e mantenimento con la posa del nuovo altare.
Con decreto del 27 maggio 1979 del vescovo Giulio Oggioni la parrocchiale è inserita nel vicariato locale di San Giovanni Bianco-Sottochiesa.

## Descrizione

### Esterno
L'edificio di culto con abside rivolta a nord si trova presso la viabile urbana della località con un piccolo sagrato con pavimentazione in asfalto. La facciata presenta un ampio portico con cinque aperture ad archi a tutto sesto, tre frontali e due laterali con lesene in muratura che reggono la parte superiore a balcone con balaustra a colonnine.
La facciata si sviluppa su due ordini, in quello inferiore centrale il portico con paraste e architrave in muratura che ospita nella parte centrale lo stemma vescovile. L'ordine superiore ha quattro lesene coronate da capitelli ionici in muratura che reggono il frontone completo di timpano triangolare che si conclude con le statue dei santi titolari Filippo, Giacomo e la Madonna Immacolata.

### Interno
L'interno a navata unica ha copertura da volta a botte e divisa in tre campate da lesene stuccate a lucido che reggono la trabeazione e il cornicione che percorre tutta l'aula. Il fonte battesimale è posto nella prima campata a sinistra mentre corrispondente a destra vi è la statua del Cristo morto. Nella seconda vi sono gli ingressi laterali. A sinistra della terza campata vi è l'altare della Madonna del Rosario e corrispondente a destra quello dedicato a san Mauro.
La zona del presbiterio con volta a botte è rialzato da tre gradini e anticipato dall'arco trionfale. La parte termina con il coro absidato coperto da catino.